# A Praga
A Praga é um filme de terror brasileiro de 1980 dirigido por José Mojica Marins. Permaneceu inacabado por quase 20 anos, até ser recuperado, restaurado e finalizado pelo produtor Eugenio Puppo em 2007. A versão definitiva de A Praga, com nova montagem e efeitos, teve estreia mundial no Festival de Sitges, na Espanha, em outubro de 2021.

## Enredo
Jovem casal, Juvenal e Mariana vão viajar. Juvenal faz algumas fotos de uma estranha senhora idosa (interpretada por Wanda Kosmo), que se revela uma bruxa sinistra. Ela lança uma maldição sobre o homem por tê-la fotografado. Uma ferida começa a abrir na sua barriga, que tem uma angustiante fome de carne crua que deve constantemente ser alimentada para parar a dor. A ferida de Juvenal torna-se mais faminta, e o homem passa a delirar até matar a esposa, pensando que ela vai deixá-lo por causa de sua condição. A bruxa, em seguida, reaparece para coagi-lo a alimentar a ferida com o corpo da esposa morta. Os esqueletos do casal são descobertos pela polícia meses mais tarde, deitados separados, um ao lado do outro.

## Elenco
- Felipe Von Reno como Juvenal
- Sílvia Gless como Mariana
- Wanda Kosmo como A Bruxa[2]

## Produção
O filme foi quase todo filmado em Super-8 em 1980, mas a filmagem foi arquivada devido a falta de recursos para terminá-lo. Em 2007, durante os preparativos de uma grande retrospectiva de sua obra em São Paulo, na qual nada menos do que 25 filmes foram feitos em película de 35mm, Mojica e o produtor Eugenio Puppo decidiram terminar o filme. Puppo juntou os negativos originais, filmou cenas adicionais (incluindo o retorno de Mojica como Zé do Caixão apresentando a história, dublou as falas através de leitura labial, inseriu efeitos visuais criados pelo técnico Kapel Furman, editou e supervisionou o processo de pós-produção, e o resultado foi mostrado para aqueles que participaram da retrospectiva. Após a morte de Mojica em fevereiro de 2020, Puppo finalizou uma versão final de A Praga, restaurando o material numa empresa dos EUA, adicionando nova trilha sonora e remontando alguns trechos. Esta versão definitiva teve estreia mundial em outubro de 2021 no 54º Festival de Cinema de Sitges, na Espanha, um dos maiores eventos de filmes de horror do mundo e que sempre teve apreço pela obra de Mojica.
Originalmente, A Praga foi o episódio 13 do programa de TV "Além, muito além do além", exibido na Bandeirantes entre 1967 e 1968, e teve roteiro de Rubens Francisco Lucchetti. O programa foi inteiramente perdido num incêndio na emissora. Em março de 1969, a mesma história foi quadrinizada por Lucchetti na edição 2 da revista "O Estranho Mundo de Zé do Caixão", com desenhos de Nico Rosso.